# دنیس آئوگو
دنیس آئوگو (به آلمانی: Dennis Aogo) بازیکن فوتبال اهل آلمان است که در پست‌های مدافع و هافبک بازی می‌کرد و از سال ۲۰۱۰ میلادی عضو تیم ملی فوتبال آلمان بوده‌است. وی در ۱۲ بازی ملی حضور داشته است و آخرین بازی ملی خود را در سال ۲۰۱۳ میلادی انجام داد. دنیس آئوگو در بازی‌های ملی‌اش گلی به ثمر نرساند.
وی سابقه حضور در باشگاه فوتبال اشتوتگارت را نیز در کارنامه خود دارد.